# Udvostručen ureter
Udvostručen ureter ili duplikacija uretera je jedna od urođenih anomalije u embrionalnom razvoju mokraćnog sistema, kad umesto jednog ureteralnog pupoljka nastanu dva.

## Epidemiologija
Incidanca ovih anomalija je 1:100 u opštoj populaciji. Kod oko 2% svih intravenskom pijelografijom obavljenih ispitivanja se javlja duplex sistem, 75% se javlja kao incidentalan nalaz, dok je u 30% slučajeva obostran. 
Kompletan dupleks sistem se javlja u 30% slučajeva, a kao obostran u 20%. Leva i desna strana su jednako pogođene. Jednostrano udvostručenje je 3—6 puta češće obostrano. Donje ušće uretre uvek drenira gornji pol bubrega.
Tri puta je češći kod ženskog pola.

## Etiopatogeneza
Duplikaciji uretera, može biti uni ili bilateralna. Najčešće je kompletna, što znači da bubreg dreniraju dva uretera koja se u bešiku ulivaju sa dva odvojena ušća. Obično svaki drenira polovinu bubrega. 
Kod kompletne duplikacije uvek postoji ukrštanje uretera, tako da se onaj koji drenira gornji pol bubrega uliva u mokraćnu bešiku niže od onog koji drenira donji. Kod kompletne duplikacije je obično jedan refluksivan (češće) ili opstruktivan (ređe).
Duplikacija može biti i inkompletna, kada postoje dva uretera ali se na nekom nivou spajaju u zajednički, koji se potom distalno uliva jednim ušćem u bešiku (Y ureter). Ovakav ureter može biti refluksivan ili opstruktivan.
Moguće je i da su oba uretera obolela (bilo koja kombinacija) ili da su oba bez anomalija. 

## Klinička slika
Ako duplirani ureteri i dalje dozvoljavaju mokraći da teče iz bubrega u mokraćnu bešiku, deca obično ne doživljavaju nikakve simptome.
Kada duplirani ureteri utiču na protok mokraće, dete može razviti vezikoureterni refluks (VUR), vraćanje mokraće nazad u zahvaćeni bubreg. Ovo se ponekad dešava ako jedan od dupliranih uretera ima slab ventil. Povremeno, jedan od dupliranih uretera takođe može biti blokiran ili opstruiran i možda neće dobro da se drenira. 
U nekim slučajevima, duplirani ureteri  odvode mokraću osim u bešiku  i na druge lokacije (ektopični ureter). Ako se to dogodi, dete može imati simptome koji uključuju:
- Oticanje bubrega (hidronefrozu)

- Hroničnu infekcije urinarnog trakta

- Urinarnu inkontinenciju

## Dijagnoza
Dijagnostika udvostručenih uretera zasniva se na:
1. Kompletna laboratorija — da bi se potvrdila ili isključila UTI;
2. Ultrasonografija — prenatalna i postnatalna zbog opstrukcije i/ili refluksa;
3. Scintigrafija — da odredi funkciju i drenažu mokraće iz raznih delova bubrega;
4. Magnetna rezonantna urografija — koja pokazuje kompletnu sliku anomalije;
5. Intravenska pijelografija — zbog ispitivanja opstrukcije;
6. Mikciona cistoureterografija  (MCUG), dijagnostička metoda u urologiji, ispitivanja refluksa, kojom se uz pomoć rendgena obavlja pregled mokraćne bešike i susednih organa urinarnog sistema tokom čina mokrenja.
7. Multislajsni skener (MSCT), neinvazibna dijagnostička metoda kojom se dobijaju precizni prikazi urinarnog trakta
8. Cistoskopija i/ili retrogradna pijelografija — zbog ektopičnih ušća uretera i ureterocele koja se na taj način može tretirati endoskopski bez klasične operacije.
Anatomske varijante ili anomalije, kao i neoptimalne tehnike snimanja mogu ili simulirati ili prikriti dupliranje, što otežava dijagnozu. Međutim, poznavanje embriologije umnožavanja i svest o potencijalnim zamkama ekskretorne urografije i cistouretrografije mokrenja pomaže u razumevanje različitih pojava i povezanih komplikacija nepotpune i potpune duplikacije uretera.

## Komplikacije
Dupliranje uretera je uobičajena anomalija i sa kojom se često susreću radiolozi. Dupliranje može biti potpuno ili nepotpuno i često je praćeno raznim komplikacijama. 
Nepotpuno umnožavanje je najčešće povezano sa ureterureteralnim refluksom ili opstrukcijom ureteropelvičnog spoja donjeg pola bubrega. 
Potpuna duplikacija je najčešće povezana sa vezikoureteralnim refluksom, ektopičnom ureterocelom ili ektopičnom insercijom uretera, što je sve češće kod devojčica nego kod dečaka. 
Vezikoureteralni refluks utiče na donji pol i može prerasti, kao u nedupliciranim sistemima. Ektopična ureterokela i ektopična ureteralna insercija utiču na gornji pol. Ektopična ureterokela proizvodi defekt punjenja promenljive veličine u bešici i može se identifikovati pomoću studija kontrastnog materijala ili ultrazvuka. Ektopični ureteri mogu loše funkcionisati, teško ih je otkriti i izazvati enurezu kod devojčica. 
Četvrta komplikacija, opstrukcija ureteropelvičnog spoja, javlja se samo u donjem polu i viđa se više kod  dečaka nego devojčica. 

## Terapija
Lečenje zavisi od prisustva udruženih anomalija. U slučaju da su jedan ili oba uretera obolela, dijagnostikuju se i leče po principima lečenja refluksivnih ili opstruktivnih uretera. 
Duplikacija može biti i inkompletna, kada postoje dva uretera ali se na nekom nivou spajaju u zajednički, koji se uliva jednim ušćem u bešiku (Y ureter). Inkompletna duplikacija (Y ureter) leči se takođe po istim principima.
Operativno lečenje se izvodi zbog ureterokele najčešće primenom elektroresekcije (heminefrektomija gorenjeg pola sa ureterektomijom).

## Literatura
- Rosenblum S, Pal A, Reidy K (април 2017). „Renal development in the fetus and premature infant”. Semin Fetal Neonatal Med. 22 (2): 58—66. PMC 5387761 . PMID 28161315. doi:10.1016/j.siny.2017.01.001.
- Nedima ATIĆ, Izeta SOFTIĆ, Jasminka TVICA (2007). „Anomalije urinarnog trakta u djece”. Pedijatrija Danas. 3 (2): 149—163.

## Spoljašnje veze
- :  (језик: енглески)
- : Genes and Disease (језик: енглески)

|  | Молимо Вас, обратите пажњу на важно упозорење у вези са темама из области медицине (здравља). |